# Дельфинидин
Дельфинидин — антоцианин, первичный растительный пигмент, антиоксидант с широкой биологической активностью.
Дельфинидин придает синий оттенок цветкам растений рода Фиалка и Живокость. Он также придает фиолетовую окраску плодам винограда сорта Каберне-совиньон, обнаружен в клюкве, в винограде сорта Конкорд, а также в гранате, и в чернике.
Дельфинидин, как почти все остальные антоцианины, имеет высокую чувствительность к изменению pH среды, то есть может выступать как естественный индикатор pH, и менять цвет с синего в щелочном растворе на красный в кислом растворе.

## Биологическая активность
Кратковременное применение цианидина и дельфинидина в качестве биологически активной добавки обеспечивает защиту толстой кишки от повреждений, вызванных пищей с высоким содержанием углеводов, которая воздействует на регуляцию редокс сигнальных молекул и толл подобных рецепторов.
Дельфинидин защищает β2m−/Thy1 стволовые клетки гепатоцитов, производимые костным мозгом, от, вызванного трансформирующим фактором роста -β1, окислительного стресса и апоптоза через PI3K/Akt путь, который воспроизведен in vitro. Дельфинидин можно считать многообещающим средством против апоптоза, которое увеличивает жизнеспособность β2m−/Thy1+ и стволовых клеток гепатоцитов, воспроизводимых костным мозгом в процессе клеточной трансплантации у больных циррозом печени.
Дельфинидин, как и, возможно, другие антоцианины, могут играть роль в защите кишечника от, вызванной грибом Alternaria, генотоксичности.
Целенаправленный анализ AFM показывает, что снижение упругости клеток, обусловленное UVB-излучением, восстанавливается при лечении дельфинидином. Результаты показывают, что дельфинидин восстанавливает механические свойства клеток, подвергшихся UVB-излучению (мДж/см2), благодаря чему может оказывать антиоксидантный эффект и эффект ингибирования активации матрикса металлопротеиназ.
Сообщается, что мирицетин и дельфинидин, оказывая влияние на STAT1, обеспечивают высокую защиту сердца от ишемического / реперфузионного поражения.
Дельфинидин обеспечивает высокую защиту человеческих эндотелиальных клеток пупочной вены от окислительного стресса, вызванного окисленными протеинами низкой плотности, что может быть важно для стабилизации состояния при атеросклерозе, и предотвращения дальнейшего развития заболевания.

### Противоопухолевая активность
Дельфинидин подавляет перемещение и заражение организма раковыми клетками яичника, вызванных нейротрофическим фактором мозга, путем снижения активации Akt. Дельфинидин увеличивает чувствительность раковых клеток яичников к 3-бромопировиноградной кислоте. Дельфинидин может играть очень важную роль как химиотерапевтический агент, который предотвращает развитие и прогрессирующий рост клеток остеосаркомы.

## Гликозиды
Известно несколько гликозидов, полученных из дельфинидина:
- Миртиллин (дельфинидин-3-О-глюкозид) и тюльпанин (дельфинидин-3-О-рутинозид) можно найти в выжимках чёрной смородины.
- Виолдельфин (дельфинидин 3-рутинозид-7-O- (6-O-(4-(6-O-(4-гидроксибензоил)-β-D-глюкозил)оксибензоил)-β-D-глюкозид) отвечает за пурпурно-синею окраску цветков Aconitum chinense[12]
- Насунин (дельфинидин-3-(п-кумароилрутинозид)-5-глюкозид) отвечает за фиолетовый цвет кожуры плодов баклажанов[13].
- Тернатины дельфинидина, включая тернатины Clitoria ternatea.